# Martha Cheung
Martha Pui Yui Cheung 張佩瑤 (Hong Kong, 17 luglio 1953 – Hong Kong, 10 settembre 2013) è stata una linguista e traduttrice cinese, ricercatrice e studiosa nell'ambito della traduttologia. Conosciuta principalmente per il suo contributo allo sviluppo degli studi traduttivi in Asia, ha detenuto la cattedra di traduttologia e diretto il Centro di traduzione della Hong Kong Baptist University.

## Contributi
Martha Cheung rimane nota soprattutto per il primo volume della sua Anthology on Chinese Discourse on Translation, pubblicata nel 2006. Al momento della morte, stava lavorando al secondo volume. Viene ricordata anche per i suoi contributi alla teoria della traduzione, alla traduzione letteraria e alla storia della traduzione.
È considerata uno dei principali artefici dell'internazionalizzazione degli studi traduttivi, poiché ne ha rivelato l'eurocentrismo, ovvero la visione incentrata sulla civiltà occidentale, fornendo così un apporto decisivo allo sviluppo della traduttologia in Asia. Con il lavoro al numero speciale di The Translator, una tra le principali riviste internazionali del settore, ha contribuito a diffondere punti di vista non-eurocentrici concentrandosi sugli studi traduttivi asiatici. Attraverso il metodo comparativo ha cercato di illustrare la traduttologia cinese a un pubblico internazionale, privilegiando inoltre parole semplici per rendere chiari concetti appartenenti ad altre tradizioni traduttologiche, al fine di negare le differenze tra culture e tradizioni. In suo onore l'Accademia delle scienze umane di Hong Kong assegna ogni anno il premio per la traduzione “Martha Cheung Book Prize”.

## Opere
- (1997) 'Oxford Anthology of Contemporary Chinese Drama' Oxford: Oxford University Press
- (2005) ‘To Translate’ Means ‘To Exchange’? A New Interpretation of the Earliest Chinese Attempts to Define Translation (‘fanyi’). Target, vol. 17 issue 1, 27-48.
- (2006) An Anthology of Chinese Discourse on Translation. Volume 1: From Earliest Times to the Buddhist Project (edited), Manchester: St Jerome Publishing
- (2009) Chinese Discourses on Translation: Positions and Perspectives (edited). Special issue of The Translator, vol. 15, issue 2
- (2009) Representation, Intervention and Mediation: A Translation Anthologist's Reflections on the Complexities of Translating China. Translating China. Eds. Luo Xuanmin and He Yuanjian. Bristol: Multilingual Matters, 171-188.
- (2010) Rethinking Activism: The Power and Dynamics of Translation in China during the Late Qing Period (1840-1911), Text and Context: Essays on Translation and Interpreting in Honour of Ian Mason. Eds Baker, Mona, Maeve Olohan and María Calzada Pérez. Manchester: St. Jerome, 237-258.
- (2011) The (un)importance of flagging Chineseness, Translation Studies, vol. 4, issue 1, 41-57
- (2011) Reconceptualizing Translation – Some Chinese Endeavours, META: Journal des traducteurs vol. 56, issue 1, 1-19.
- (2012) The mediated nature of knowledge and the pushing-hands approach to research on translation history, Translation Studies, vol.5, issue 2, 156-171.

### Traduzioni
- 1992: Han Shaogong, Homecoming? And Other Stories, 1992
- 1993: Liu Sola, Blue Sky Green Sea and Other Stories, 1993
- 1997: Leung Ping-kwan, Foodscape, 1997
- 1997: An Oxford Anthology of Contemporary Chinese Drama, co-editor and co-translator with Jane C.C. Lai.
- 1997: 100 Excerpts from Zen Buddhist Texts, co-translator with Jane C.C. Lai
- 1998: Oxford Children's Encyclopedia (9 volumes, 2082 entries), Editor-in-Chief (Chinese translation)
- 2002: Leung Ping-kwan, Traveling with a Bitter Melon, 2002
- 2004: An Illustrated Chinese Materia Medica in Hong Kong (506 entries), Editor-in-Chief (English translation)[5].